# European Aviation
European Aviation är ett flygbolag inriktat på chartertrafik baserat i Bournemouth, Storbritannien. Företaget grundat 1989 av Paul Stoddart efter ett köp av begagnade flygplan av typen BAC1-11. 1993 bytte bolaget namn till European Aviation Air Charter.  
Under slutet av 2008 började bolagets pengar ta slut och flygverksamheten lades ner men bolaget fortsätter under namnet European Skybus Limited.
European Aviation var under flera år sponsorer inom Formel 1 bl.a. till Minardi stallet som under säsongerna 2001-2005 hade samma ägare som European Aviation.   